# Nahum (nom)
Nahum, també escrit con Nahúm, Nahun i Naüm (pronunciat en català /Naúm/) és un nom propi masculí català d’origen bíblic. Deriva de l’hebreu “נַחוּם” (“Nahum) i significa “qui dona consol”, compartint significat amb el terme també hebreu “Menahem”. És un nom molt poc comú que forma part de l'onomàstica bíblica catalana, juntament amb el de la resta de llengües de països de tradició judeocristiana.
El nom apareix a la Bíblia, concretament a l'Antic Testament, se’ns parla del profeta Nahum, nascut a Alkosh (Nahum 1:5).
El nom de Nahum forma part del santoral catòlic. La celebració de Sant Nahum és el dia 1 de desembre, coincidint també amb el de Sant Eloi.